# マイクロカセット

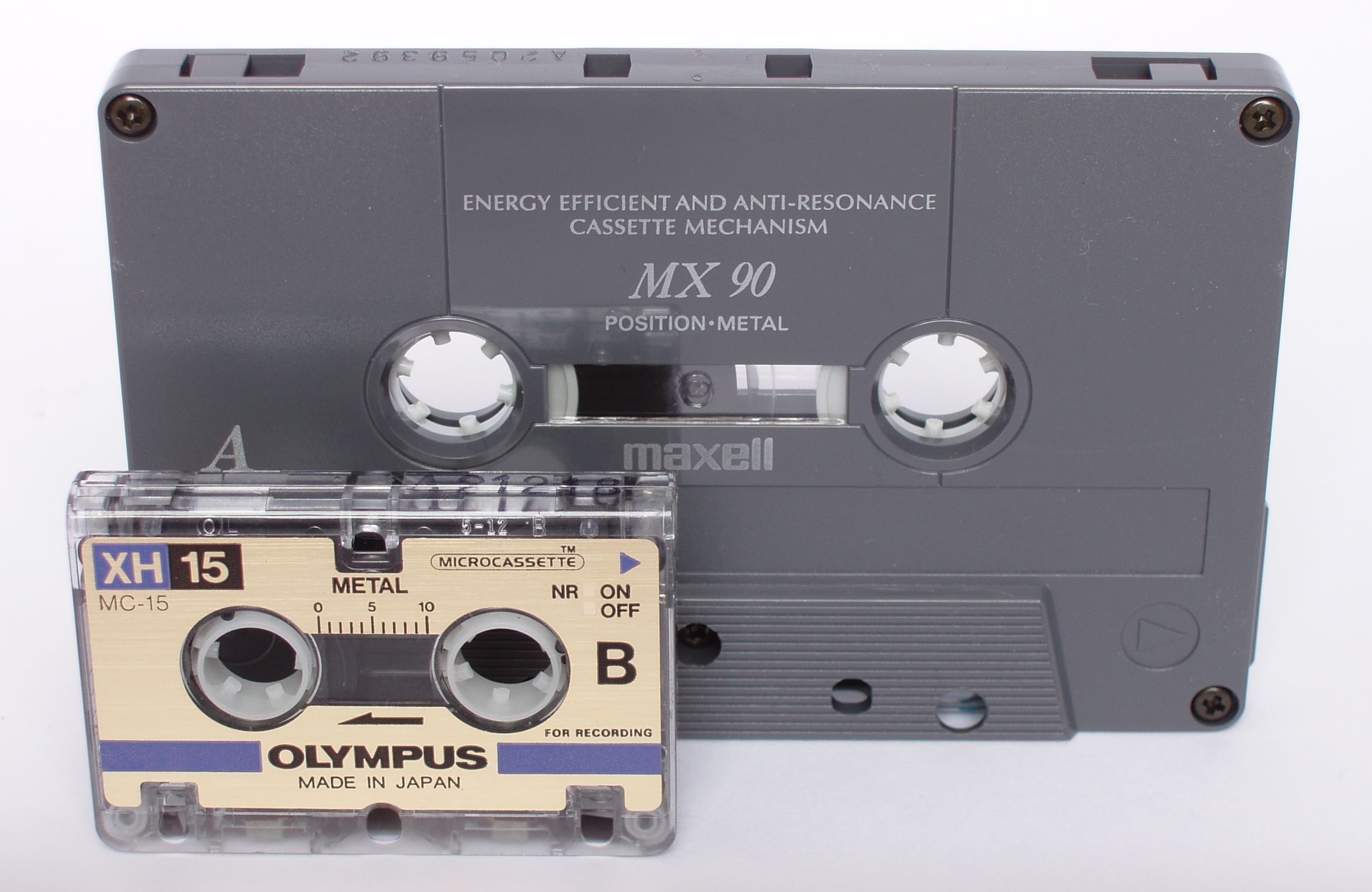
コンパクトカセットとマイクロカセット（手前）

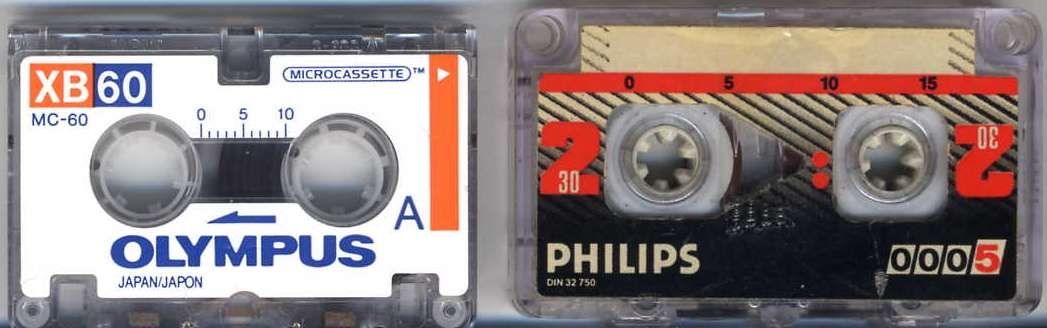
マイクロカセット（左）とミニカセット

マイクロカセット (Micro Cassette) は、オリンパス（映像事業部。現・OMデジタルソリューションズ）によって1969年に開発されたオーディオ用磁気記録テープ媒体の規格であり、同年、同社のマイクロカセットテープレコーダー「ズイコー パールコーダー」として発売された。フィリップスが1967年に開発したミニカセットとは別の規格である。

## 概要

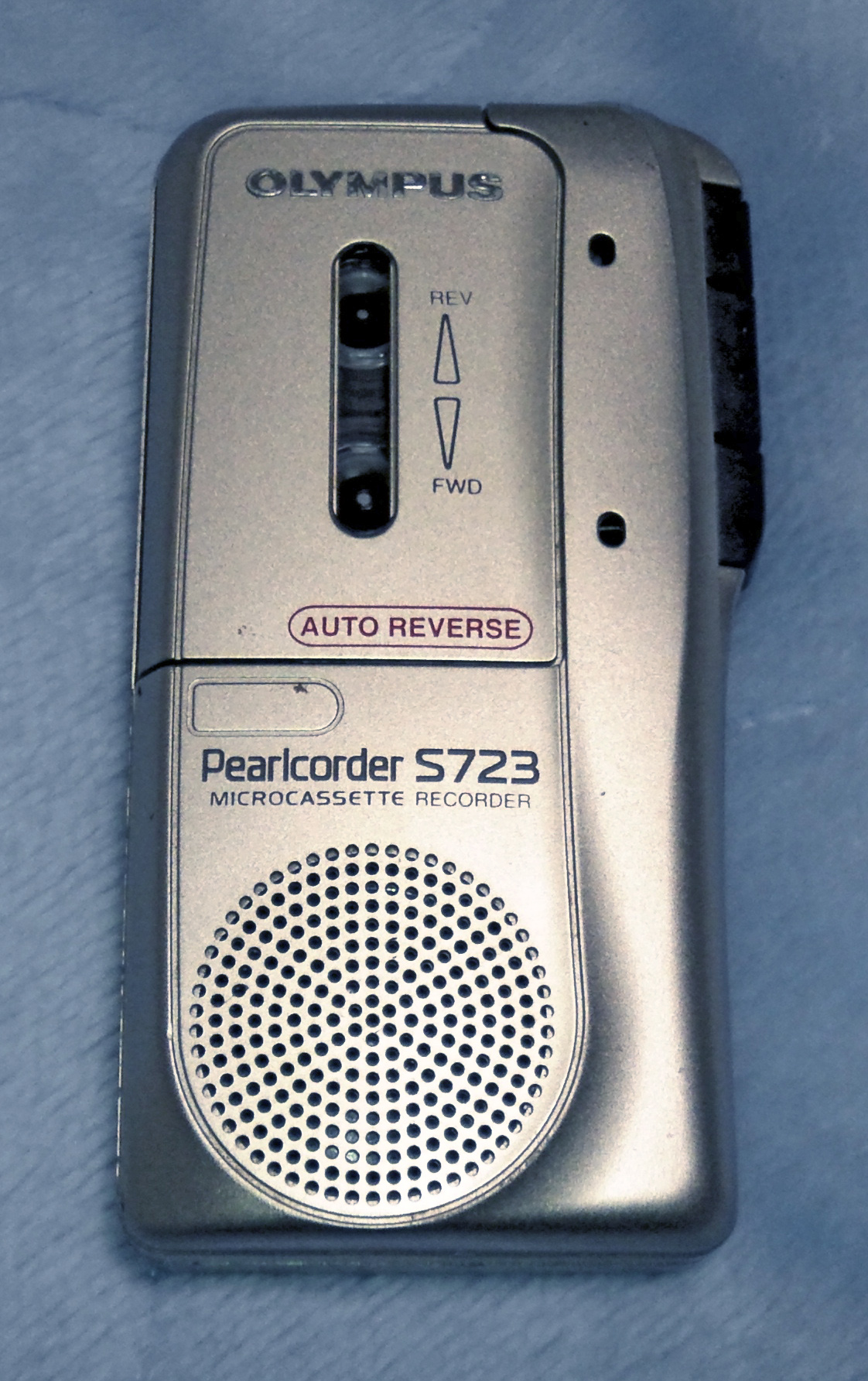
オリンパス光学のテープレコーダー「パールコーダー」の一例

コンパクトカセットを小型化したもので、外形寸法は50×33×8mm、体積はコンパクトカセットの約25％となっている。メモ録音や留守番電話向けの録音媒体用テープ向けとして登場した規格で、1980年代の初めごろは後述のとおり音楽向け用途の製品も登場したが、定着しなかった。
コンパクトカセット同様、A面とB面があり、録音・再生時間として表示されているのは両面合わせたものである。なお、マイクロカセットテープは標準速度である2.4cm/sモードの他、1.2cm/sの低速モードがあり、これを使うと音質は犠牲となるが、表示の倍の長さの録音が可能となる。テープ長は90分のものまで発売されていたが、こちらもコンパクトカセットと同様に、90分タイプのものは60分以下のものと比べ、ベースフィルムを薄くして長時間録音を可能にしたものであり、記録分数に比して価格が高く、磁性体に本来、メタルポジション用のコンパクトカセットに開発されたメタルパウダー由来の磁性体が用いられた製品も存在し、尤も、磁性体にメタルパウダーを用いた世界初の磁気テープは実はコンパクトカセット用オーディオテープではなく、1978年11月にソニー（現・ソニーグループ）が発売したマイクロカセット用オーディオテープ「MC-90」が初出となった。
テープの進行方向は右から左へ巻き取られる。コンパクトカセットやオープンリールとは逆である。
コンパクトカセットとは異なり、リーダーテープがない場合が多い。また、融着ハーフが大半であり、分解は困難である。よって、コンパクトカセット以上にスプライシングなどのテープ編集は難しい。

### 非音楽用途

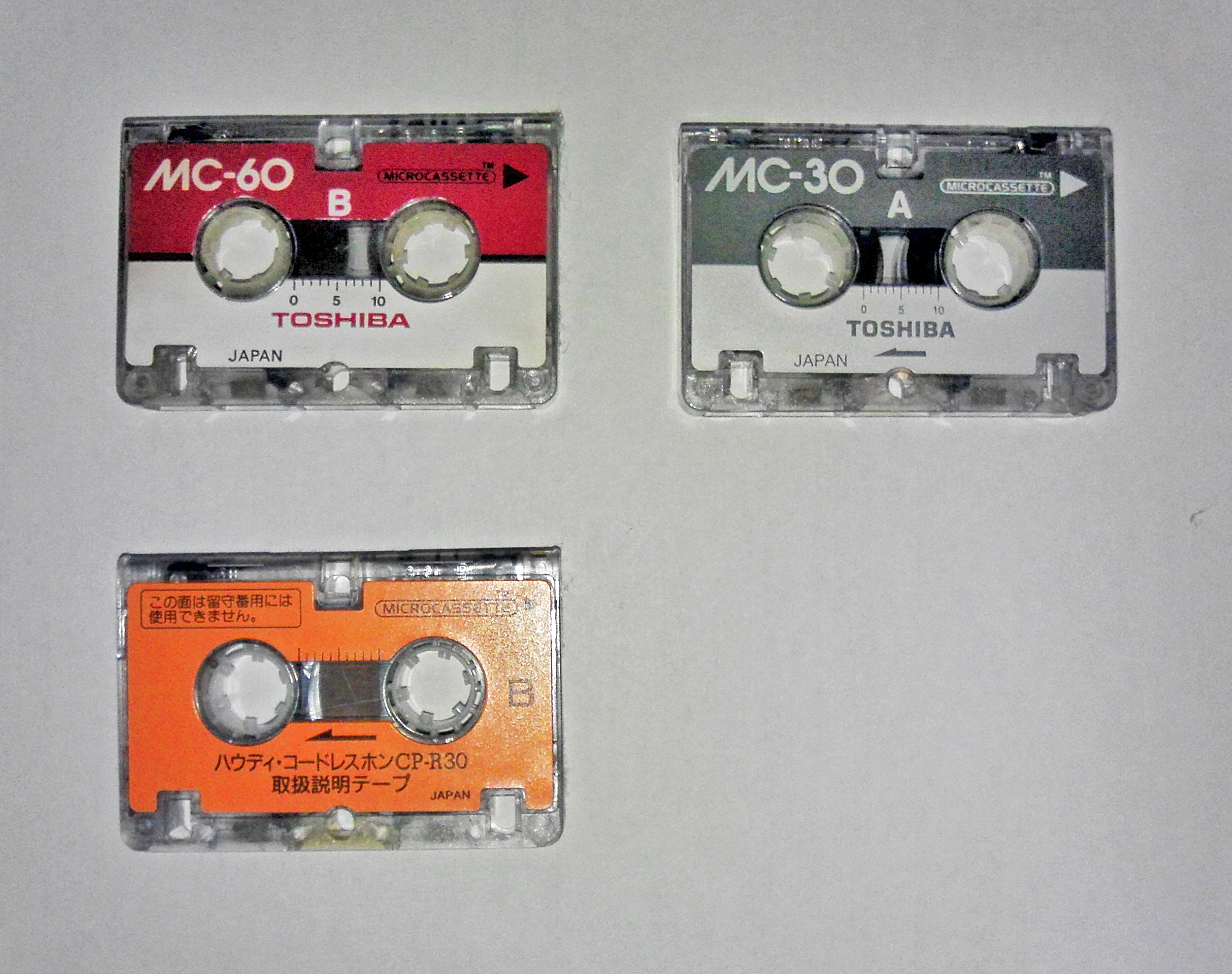
留守番電話機に付属していたマイクロカセットテープ。左上が旧文字の東芝。右上が現在の東芝。下がNTT。

主に、会議・メモ・留守番電話のメッセージなど、小型化が必要とされる一方で音質があまり重要視されない録音向けの製品を中心に、一定範囲の普及を見た。特に会議録音などに使うテープレコーダーを発売している電機メーカーのほとんどがマイクロカセットレコーダーを手掛けていてメーカーによってはフルロジック方式のハイスペック機も存在していた。
会議録音用のマイクロカセットレコーダー（開発元のオリンパスでの商標は「パールコーダー」）は発売はされていたが、留守番電話用はICタイプに、メモ録音もICレコーダーに、それぞれ置き換えが進んだ。21世紀に入ってからもオリンパスをはじめパナソニック・ソニーが製造していたが、2010年7月にソニー製のすべての機種の生産が完了したことで、全てのレコーダーや留守番電話の製造・販売が終了した。なお、録音用テープの供給は、最近までオーム電機が行っていたが、これも現在は販売終了となっており、全メーカーで完了している。
1980年代前半に現在のノート型パソコンの前身であるハンドヘルドコンピュータが開発され、EPSON HC-20、カシオ FX-801P、ソード IS-11、シャープ CE-125S / CE-127Rなど、一部の機種の本体に内蔵され、外部記憶装置として利用された。
1980年代に普及したデータイーストの業務用ゲーム基板『デコカセットシステム』に採用された規格は前述した別規格のミニカセットであり、マイクロカセットを使用していたという情報は誤りである。

### 音楽用途
マイクロカセットは、超小型ポータブルオーディオとしても市場に投入された。開発元のオリンパスをはじめ日本ビクター（現：JVCケンウッド）・アイワ（初代法人、現：ソニーマーケティング）・ソニー・三洋電機・松下電器産業（現：パナソニック）からラジカセやステレオのテープレコーダーが登場し、一部メーカーからは据え置きデッキやステレオラジオカセットも登場した。もっとも、据置型のマイクロカセットデッキの場合、発売された全ての機種がメタルテープの録再にも標準で対応し、既存のコンパクトカセットデッキ同様、ヒスノイズの低減対策としてドルビーB NRが搭載されていたが、日立製作所「Lo-D D-MC50」のみドルビーB NRのほか、ドルビーC NRも搭載していた。
一時期はミュージックテープや、音楽用途向けにメタルテープを使用したハイグレードタイプの製品も発売されファッション雑誌にまでオリンパス製マイクロカセットの特集が組まれたほどだが、テープスピードが2.4cm/sとコンパクトカセットの4.76cm/sのほぼ半分であったことと、周波数帯域がLH級のノーマルポジション用テープ使用時で最大約13kHzまで、またコストのかかるメタルポジション用テープを使用した場合であっても周波数帯域が最大約15kHzまでと狭いことからコンパクトカセットの低級LH - 標準LH級のノーマルポジション用テープと比べて音質が低かったためほとんど定着しなかったが、レコーダーがコンパクトで携帯しやすいことから（モノラル機であっても）携帯型カセットプレーヤーの代用として愛用する者もいた。